# Raúl Ruidíaz
Raúl Ruidíaz (Lima, 25 de juliol de 1990) és un futbolista internacional peruà. El 2009 guanyà la Lliga peruana de futbol.

## Palmarès
- Lliga peruana de futbol (2):
  - Universitario de Deportes: 2009, 2013.
- Campionat xilè de futbol (1): 
  - Club Universidad de Chile: 2012